# 秦嘉 (秦末)
秦 嘉（しん か、? - 紀元前208年）は、秦末の人物である。張楚の陳勝配下。同僚の甯君とともに楚の旧公族の景駒を留で擁立した。

## 概要
広陵に住んでいた。二世元年（紀元前209年）７月、陳勝・呉広の乱が起き、陳勝が張楚の王を名乗ってすぐに、銍に住む董緤、符離に住む朱鶏石、取慮に住む鄭布、徐に住む丁疾らとともに秦への反乱を決起し、兵を率いて東海郡守である慶を郯において囲んだ。陳勝はこれを聞いて、武平君畔を将軍に任命して遣わして、郯にいた秦嘉たちの軍勢を監督させた。秦嘉は陳勝の命令に従わず、勝手に大司馬を名乗り、武平君畔の配下になったことをいやがった。そこで、軍吏に「武平君は若く、戦争のことは分からない。従ってはいけない！」と言って、陳勝の命令と偽って、武平君畔を殺してしまった。
二世2年（紀元前208年）12月、陳勝が敗走し、部下の荘賈に裏切られ殺される。
同年端月（1月）に、陳勝の敗走を聞いた秦嘉は離れて逃げて、東陽に住んでいた甯君らとともに、留で景駒（楚の貴族である景氏の出身）を楚の仮王として擁立する。兵を率いて、方与に進み、秦軍を討って定陶を制圧しようと考えた。
また、沛にいて秦に反乱を起こしていた劉邦は秦嘉たちが景駒を擁立していたことを知り、留に赴いて従属してきた。甯君は劉邦とともに西に向かい、秦軍と戦う。
同年2月、配下の公孫慶を斉王田儋への使者として送り、（斉に）共に兵を進めることを要請させる。田儋は「陳王（陳勝）は戦に敗れたと聞いて、彼の生死が分からないのに、楚はなぜ、私に要請せずに王を勝手に立てたのか！」と責めあげると、公孫慶は、「斉も楚に要請せずに勝手に王を名乗っています。楚がなぜ、斉に要請して王を立てる必要がありましょうか！楚は初めにこの度の事業（秦への反乱）を起こしました。（楚が）天下に号令するのは当然でしょう」と反論したが、これを聞いて怒った田儋は公孫慶を殺してしまった。
甯君と劉邦は撤退して兵を収めて留に集まってから、碭を攻めて、3日で攻め落とした。劉邦は9千人の兵力となる。
会稽で決起した楚の将軍家出身である項梁が長江を渡り、英布や東陽にいた陳嬰は項梁に従属した。
同年3月、劉邦は項梁のもとに赴き、項梁に援軍要請を行う。
同年4月、秦嘉は彭城の東方に陣を敷いて、項梁の軍を阻もうとした。項梁は「陳王（陳勝）が事業を立ち上げたのに、戦いに敗れてその行方は判明できない時に（かつてその配下であった）秦嘉が陳王にそむいて景駒を擁立したのは大逆無道である」と述べて、進軍して秦嘉を攻めた。秦嘉は迎え撃ったが大敗して敗走し、胡陵まで追撃される。秦嘉は再び戦ったが1日の戦闘の後、戦死してしまい、その軍勢は降伏した。項梁軍にいた英布はこの戦いで大いに功績をあげた。